# Joel Pohjanpalo
Joel Pohjanpalo (ur. 13 września 1994 w Helsinkach) – fiński piłkarz grający na pozycji napastnika, reprezentant Finlandii. Uczestnik Mistrzostw Europy 2020.

## Kariera klubowa
Jest wychowankiem akademii HJK Helsinki. Pierwszy raz w rezerwach zagrał w wieku 16 lat, w 2011 roku. Podczas swojego pierwszego sezonu w trzeciej lidze trafił 33 bramki w 21 spotkaniach. 7 grudnia 2011 roku podpisał nowy kontrakt z HJK Helsinki, obowiązujący do 2015 roku.
26 października 2011 roku zadebiutował w Veikkausliidze przeciwko RoPS.
26 marca 2012 roku spędził tydzień na testach w Liverpoolu.
We wrześniu 2013 trafił do Bayeru 04 Leverkusen, z którego został od razu wypożyczony do VfR Aalen do czerwca 2014. W kwietniu 2014 został wypożyczony na dwa lata do Fortuny Düsseldorf. Następnie był wypożyczony do takich klubów jak: Hamburger SV i 1. FC Union Berlin. W 2021 został wypożyczony do Çaykur Rizesporu.

## Kariera reprezentacyjna
14 listopada 2012 zadebiutował w reprezentacji Finlandii w wygranym 3:0 meczu z Cyprem.

## Życie osobiste
Jest wnukiem lekkoatlety Juhaniego Vuoriego.